# Население Гагаузии
Население Гагаузии имеет ряд своеобразных черт, которые отличают его от населения республики Молдовы в целом. Также Гагаузия является одной из двух территориальных единиц в составе Молдовы, имеющих немолдавское этническое большинство, доля которого продолжает расти, что и подтвердила перепись 2014 г. По переписи 2004 года 4,8 % населения Молдовы проживало в Гагаузии, занимающей 5,5 % площади республики.

## Естественное движение населения
Несмотря на повышенную урбанизацию, рождаемость в Гагаузии в 2014 году составила 11,6 ‰ при общем показателе по Молдавии в 10,8 ‰. Гагаузия также характеризуется минимальным уровнем детской смертности: на её территории этот показатель составил лишь 4,8 ‰, по Молдове в целом он равнялся 9,6 ‰. Как следствие, Гагаузия в 2014 году имела положительный естественный прирост населения (+0,4), в то время как в целом по Молдавии данный показатель в 2014 году был отрицательным (-0,2). В результате Гагаузия является одним из двух регионов Молдовы (наряду с Кишинёвом), численность населения которого постепенно увеличивается (со 155 тыс. чел в 2004 до 162 тыс. в 2014), как за счёт естественного, так и за счёт миграционного прироста. Однако перепись 2014 года не подтвердила данные текущей статистики: в АТО Гагаузия было учетно лишь 134 535 человек наличного населения. В современных границах пик численности населения Гагаузии был пройден накануне распада СССР по данным переписи 1989 года (163 533).

## Урбанизация
Гагаузия является слабоурбанизированным регионом Молдавии с долей городского населения 36,2 % (по Молдавии в целом этот показатель составляет 38,2 % по переписи 2014 года). В обоих образованиях урбанизация в постсоветский период падает. Несмотря на одинаковую степень урбанизации, уровень концентрации населения в столице Гагаузии Комрате (16 %) ниже чем уровень концентрации жителей Молдовы в Кишинёве (23 %).

## Национальный состав
За межпереписной период 2004—2014 гг. доля гагаузов внутри своей автономии возросла с 82,1 % до 83,8 % населения.

### Национальный состав
По переписям 2004, 2014 и 2024 гг.:
| Народ     | Численность | 2004, % | Численность | 2014, % | Численность | 2024, % |
| --------- | ----------- | ------- | ----------- | ------- | ----------- | ------- |
| Гагаузы   | 127 835     | 82,1 %  | -           | 83,8 %  | -           | 81,9 %  |
| Молдаване | 7 481       | 4,8 %   | -           | 4,7 %   | -           | 6,2 %   |
| Болгары   | 8 013       | 5,1 %   | -           | 4,9 %   | -           | 5,4 %   |
| Русские   | 5 941       | 3,8 %   | -           | 3,2 %   | -           | 3,1 %   |
| Украинцы  | 4 919       | 3,2 %   | -           | 2,5 %   | -           | 2,4 %   |
| Другие    | 1 457       | 1,0 %   | -           | 0,9 %   | -           | 1,0 %   |

Среди других этносов наиболее многочисленны цыгане (0,3 %).